# Pelusios williamsi
Espèce
Pelusios williamsi est une espèce de tortues aquatiques d'Afrique appartenant à la famille des Pelomedusidae.

## Distribution et habitat
Distribution
Cette espèce est endémique du sud-est de l'Afrique. Elle se rencontre :
- Pelusios williamsi williamsi Ouganda, au Kenya et en Tanzanie ;
- Pelusios williamsi laurenti Tanzanie ;
- Pelusios williamsi lutescens Ouganda et au Congo-Kinshasa.

habitat
Elle vit dans des lacs, cours d’eau et marécages.

### Liste des sous-espèces
Selon TFTSG (25 mai 2011) :
- Pelusios williamsi williamsi Laurent, 1965
- Pelusios williamsi laurenti Bour, 1984
- Pelusios williamsi lutescens Laurent, 1965

## Étymologie
Cette espèce est nommée en l'honneur d'Ernest Edward Williams. La sous-espèce Pelusios williamsi laurenti est nommée en l'honneur de Raymond Ferdinand Laurent.

## Publications originales
- Bour, 1984 : Note sur Pelusios williamsi Laurent, 1965 (Chelonii, Pelomedusinae). Revue Française d'Aquariologie, vol. 11, p. 27-32 (texte intégral).
- (en) Laurent, 1965 : A contribution to the knowledge of the genus Pelusios (Wagler). Annales de Musée Royal de l'Afrique Centrale, Science Zoologique, Tervuren, sér. 8, vol. 135, p. 1-33.